# George Cables

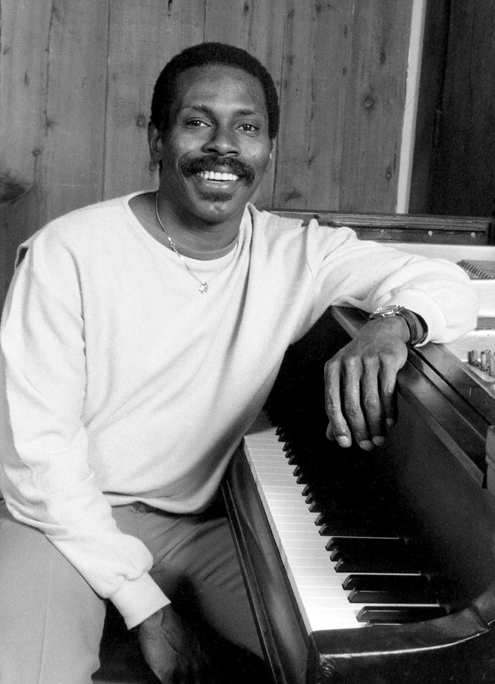
George Cables

George Andrew Cables (* 14. November 1944 in Brooklyn, New York City) ist ein US-amerikanischer Jazz-Pianist, Komponist und Bandleader des Modern Jazz.

## Leben und Wirken
George Cables genoss in seiner Jugend eine klassische Klavierausbildung in der Fiorello H. La Guardia High School of Music & Art and Performing Arts und studierte zwei Jahre am Mannes College of Music. 1964 gründete er seine erste eigene Band, die Jazz Samaritans, der Musiker wie Billy Cobham, Lenny White und Clint Houston angehörten. Danach spielte er in verschiedenen New Yorker Jazzclubs wie dem Top of the Gate, arbeitete mit dem Tenorsaxophonisten Paul Jeffrey und war 1969 kurz Mitglied von Art Blakeys Jazz Messengers.
Bei einer Tournee im Jahr 1969 mit Sonny Rollins kam Cables an die Westküste der USA und erlangte Bedeutung in der Jazzszene von Los Angeles, wo er zuerst blieb, später in San Francisco. 1971 wirkte er auf Max Roachs Album „Lift Every Voice and Sing“ mit. In diese Zeit fällt seine erneute Zusammenarbeit mit Sonny Rollins („Next Album“, 1972) sowie mit Woody Shaw („Blackstone Legacy“) und Bobby Hutcherson. Dabei verwendete Cables oft auch ein elektrisches Piano. Nach und nach erwarb sich Cables eine Reputation als einfühlsamer Begleiter und wurde zu einem gefragten Sideman bei Festival-Auftritten und Plattensessions.
Von 1969 bis 1971 spielte er bei Joe Henderson, von 1971 bis 1976 bei Freddie Hubbard, für den er u. a die Titel „Ebony Moonbeam“ und „Camel Rise“ schrieb. Außerdem arbeitete er in Los Angeles mit seinem eigenen Trio Cable Car.
1977 wurde er Mitglied der Band von Dexter Gordon, arbeitete zugleich mit Art Pepper zusammen. Cables wurde zu Peppers bevorzugtem Pianisten, der ihn „Mr. Beautiful“ nannte. Gemeinsam entstanden mehrere Quartett Aufnahmen für die Jazzlabel Contemporary und Galaxy, wie die Konzertaufnahmen aus dem Jazzclub Village Vanguard im Juli 1977, außerdem das Duett-Album Goin' Home auf Peppers letzter Aufnahmesession im Mai 1982. George Cables wirkte in dieser Zeit außerdem an Aufnahmen von Philly Joe Jones, Roy Haynes, Joe Chambers, Joe Farrell, Shorty Rogers Archie Shepp, Sarah Vaughan, Tony Williams, Charles Owens und Dizzy Gillespie mit.
Cables erwarb sich außerdem in den 1980er und 1990er Jahren einen Ruf als Leader von Trios und Quartetten sowie als Solist und Spieler im Duett; es entstand eine Reihe von Alben, vor allem auf den Labels Contemporary Records und Steeplechase. Mitwirkende Musiker waren u. a. die Bassisten Ron McClure, Cecil McBee, Jay Anderson und die Schlagzeuger Victor Lewis, Billy Hart, Albert „Tootie“ Heath und Tony Williams.
Cables gehört zu den Pianisten der Generation wie Kenny Barron oder Jim McNeely, die in der Tradition von McCoy Tyner spielen. Cables selbst „nennt Thelonious Monk als seinen wichtigsten Einfluss, aber auch ’das harmonische Konzept von Herbie Hancock, Wynton Kelly, Oscar Peterson‘. In seinem brillanten Spiel gehen Bop-Phrasierung, Romantizismen und Funk eine spannungsgeladene Verbindung ein“.
Seit 2007 arbeitet er mit der All-Star-Formation The Cookers. Für den erkrankten George Cables fand im Januar 2007 eine Gala in Form eines All Star Benefit Tribute-Konzertes statt, an dem Kenny Barron, Andy Bey, Randy Brecker, Lenny White, Steve Turre, Reggie Workman und viele andere mitwirkten. Nach einer Beinamputation konnte Cables seine Karriere 2019 fortsetzen; so trat er im Trio mit Dezron Douglas und Victor Lewis im Village Vanguard auf, legte 2020 sowie 2024 Alben vor und wirkte bei Jeremy Pelts Album The Art of Intimacy Vol. 1 mit.

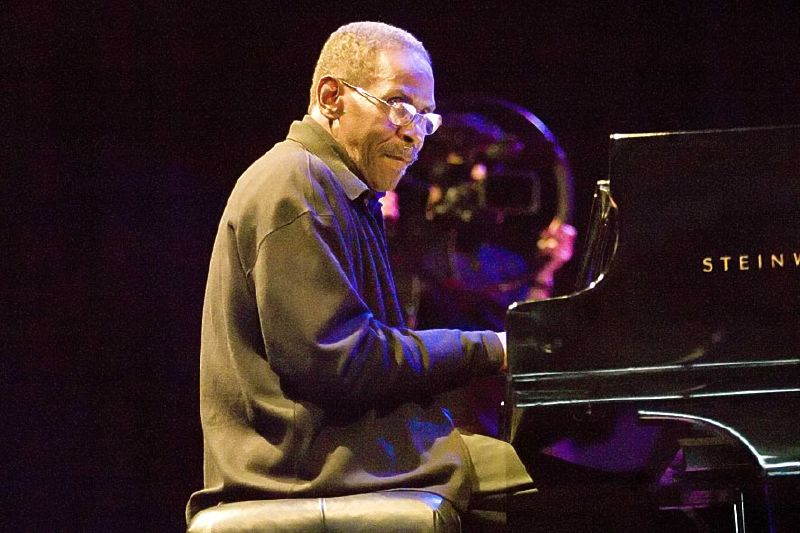
George Cables

## Auswahldiskographie

### Aufnahmen als Leader oder Co-Leader
- 1979 – Circles (Contemporary Records) mit Joe Farrell, Ernie Watts, Rufus Reid, Peter Erskine
- 1979 – Cable Vision (OJC) mit Freddie Hubbard, Ernie Watts, Bobby Hutcherson
- 1985 – Phantom of the City (Contemporary Records) mit Tony Williams, John Heard
- 1987 – By George: Plays the Music of George Gershwin (Contemporary Records), mit Ralph Penland, John Heard
- 1991 – Cable Fables (Steeplechase)
- 1991 – Night and Day (DIW) mit Cecil McBee, Billy Hart
- 1991 – Beyond Forever (Steeplechase) mit Joe Locke, Santi Debriano, Victor Lewis
- 1993 – I Mean You (Steeplechase) mit Jay Anderson, Adam Nussbaum
- 1994 – Maybeck Recital Hall Series – Volume 35 (Concord) solo
- 1994 – Quiet Fire (Steeplechase) mit Ron McClure, Billy Hart
- 1995 – Person to Person (Steeplechase) solo
- 1995 – Skylark (Steeplechase) mit Jay Anderson, Albert Heath
- 1996 – Dark Side, Light Side (Steeplechase) mit Jay Anderson, Billy Hart
- 2000 – One for My Baby (Steeplechase) mit Jim Anderson, Yoron Israel
- 2014 – Icons and Influences (HighNote) mit Dezron Douglas, Victor Lewis
- 2016 – The George Cables Songbook (HighNote) mit Craig Handy, Essiet Essiet, Victor Lewis, Steve Kroon sowie Sarah Elizabeth Charles
- 2018 – Frank Morgan & George Cables: Montreal Memories (HighNote, rec. 1989, ed. 2018)
- 2019 – I'm All Smiles (High Note) mit Essiet Essiet, Victor Lewis
- 2020 – Too Close for Comfort (High Note) mit Essiet Essiet, Victor Lewis
- 2024 – I Hear Echoes. mit Essiet Essiet, Jerome Jennings

### Aufnahmen als Sideman
- Joe Farrell: Sonic Text (OJC, 1979)
- Chico Freeman: Focus (Contemporary, 1994)
- Joe Henderson: Tetragon/In Pursuit of Blackness (BCP, 1967–71)
- Art Pepper: The Complete Village Vanguard Sessions (Galaxy, 1977)
- Woody Shaw: Song of Songs (OJC, 1972)
- Archie Shepp: California Meeting (Soul Note, 1985)
- John Stubblefield: Morning Song (Enja, 1993)